# Soleil noir (film)
Pour les articles homonymes, voir Soleil noir.
Pour plus de détails, voir Fiche technique et Distribution.
Soleil noir est un film français de production franco-italienne de Denys de La Patellière sorti en 1966.

## Synopsis
Le patriarche de la famille Rodier vient de mourir ; on se dispute l'héritage, mais il manque un fils, Guy, disparu depuis 20 ans. On apprend qu'il a été condamné par contumace, à la libération, pour collaboration et rédaction d'articles dans des journaux collaborationnistes. Sa jeune sœur décide d'aller à sa recherche. Il serait réfugié en Afrique, au Tombor. Cette république bananière serait le "lieu de refuge de tous les assassins, des faux-monnayeurs, des putschistes ratés, des tortionnaires nazis ayant échappé à la justice de leurs pays". 
Elle se fera déposer dans cet endroit désertique par un Américain, Elliot, ancien pilote de Boeing ayant tué par accident de nombreux passagers à Dallas et, en conséquence, démis de sa licence de pilote.
Une fois Guy retrouvé, dans un hôtel sordide, lieu de prostitution, celui-ci la rejette impitoyablement, pour divers prétextes historiques. Mais la vérité est qu'il ne peut abandonner Maria, une Italienne parricide, expulsée de nombreux pays et échouée au Tombor où elle est devenue alcoolique. Déterminée à ramener Guy en France, Christine s'installe donc dans l'hôtel, tenu par un tenancier proxénète et trafiquant qui cherche à faire succomber la jeune fille à son charme.
Un  soir, deux anciens nazis imbibés d'alcool tentent de violer Christine dans sa chambre...
Remarque :  Dans le film Michèle Mercier conduit deux cabriolets de legende ,une Chevrolet Corvette C2 et une BMW 507.

## Fiche technique
- Réalisation : Denys de La Patellière assisté de Marco Pico
- Scénario et dialogue : Pascal Jardin
- Décors : Léon Barsacq
- Costumes : Jacques Fonteray
- Photographie : Armand Thirard
- Montage : Jacqueline Thiédot
- Son : René-Christian Forget
- Musique : Georges Garvarentz
- Sociétés de production : Les Films Copernic (Paris) - Medusa Distribuzione (Roma)
- Directeur de production : Ralph Baum
- Format : en Scope et eastmancolor
- Genre : aventure
- Durée : 95 minutes
- Date de sortie : 
  - France : 25 novembre 1966[1]

## Distribution
- Michèle Mercier : Christine Rodier
- Daniel Gélin : Guy Rodier
- Valentina Cortese : 	Maria
- Denise Vernac : Elise Rodier
- Michel de Ré : Ergy
- Jean Topart : Bayard
- Denis Savignat : Simon
- Patrick Balkany : Patrick Rodier
- Jacques Monod : Gorel
- Maurice Garrel : Collabo
- Franck Villard : le curé
- Louis Seigner : le patriarche
- David O'Brien : Eliott
- Harry Riebauer : Herman
- Jack Berard :	le danseur
- Renate Birgo
- Yves Brainville
- Fabien Cavallos
- Carlos da Silva : Franco
- Carlo Nell
- Dominique Page
- Patrick Raynal
- Christian Melsen : un Allemand
- Rolph Spath : un Allemand
- Aram Stephan
- Ahmed Taybi